# Pasquale Panella
Pasquale Panella (Roma, 12 gennaio 1950) è un poeta, scrittore e paroliere italiano.
È noto al grande pubblico per la collaborazione con i cantautori Lucio Battisti, Enzo Carella, Amedeo Minghi, Mango, Zucchero Fornaciari, Riccardo Cocciante e altri, sebbene vanti anche un'ampia produzione letteraria, e per il suo stile surreale, ricco di giochi di parole, doppi sensi e apparente nonsense.

## Biografia

### Primi anni
Nato a Roma nel 1950 da Nazzareno, maresciallo dell'aeronautica di Sant'Angelo a Cupolo, e Antonina, originaria di Sorrento. Ha vissuto nel quartiere di Centocelle, si è diplomato alle scuole magistrali e per un brevissimo periodo ha insegnato come maestro elementare (stesso lavoro di sua madre). I suoi amici lo chiamano Lino (diminutivo di Pasquale), come il personaggio mitico figlio di Apollo, collegato con le Muse e il mondo della musica.

### Carriera di paroliere
Come autore di testi ha spesso usato alcuni pseudonimi, anche femminili, come "Duchesca" (alter ego autobiografico nel romanzo La corazzata), "Vanera", “Carmillas”, "Vanda Di Paolo" (nome della moglie) e a volte ha pubblicato non firmandosi affatto.
Iniziò l'attività di paroliere scrivendo canzoni per Enzo Carella. Tra queste: Fosse vero, Malamore, Sfinge e soprattutto Barbara, che giunse seconda al Festival di Sanremo 1979.
Nel 1983, con lo pseudonimo di Vanera, iniziò il sodalizio artistico con Lucio Battisti, con cui produsse l'album di Adriano Pappalardo Oh! Era ora; tre anni dopo, nel 1986, scrisse i testi del primo degli ultimi cinque album dell'artista reatino, Don Giovanni, visto come lavoro di rottura di Battisti con il suo passato in collaborazione con Mogol degli anni settanta, che lo aveva consacrato come uno dei massimi artisti italiani; i successivi due album, L'apparenza (1988) e La sposa occidentale (1990), furono visti come la prosecuzione naturale dell'opera del duo Battisti-Panella, iniziata con Don Giovanni, caratterizzata dal proposito di dare un taglio netto con gli stilemi del passato e ridefinire un nuovo linguaggio della musica italiana.
Parimenti destrutturante del pregresso musicale nazionale fu giudicato Cosa succederà alla ragazza (1992), con costruzioni lessicali mai tentate in precedenza in quanto ritenute inadatte alla metrica e al respiro di una canzone. L'ultimo lavoro con Battisti (prima della morte dell'artista reatino), Hegel (1994), causò un dibattito a latere tra gli intellettuali circa il significato della figura del filosofo tedesco nella società attuale e circa la sua pertinenza nel richiamo in un album di canzoni commerciali; Lucio Colletti sottolineò l'oscurità del richiamo a Hegel, poco noto ai giovani, Stefano Zecchi inferì che il nome Hegel fosse stato utilizzato per richiamare concetti esotici a chi lo conosceva poco mentre Tullio Gregory ipotizzò al contrario che Panella e Battisti avessero voluto filtrare la loro narrazione attraverso una figura nota.
Più drastico Antimo Negri che lesse altresì l'operazione discografica come un ennesimo «maltrattamento della cultura». Panella risponde citando indirettamente Oscar Wilde affermando che "i critici non recensiscono che se stessi. La recensione è un prolungamento dell'ufficio stampa e della casa editrice: non serve a nulla!" e che "professori e recensori che hanno aperto bocca per commentare il nostro lavoro non hanno capito nulla: è un manifesto contro la canzone spazzatura e come tale deve essere affrontato."
Nel 1998, in occasione della morte di Battisti, ebbe una violenta polemica con Gianni Boncompagni, che aveva espresso rammarico per la fine del suo sodalizio con Mogol, riducendo a uno svilimento la collaborazione del cantante con Panella. Il lavoro del paroliere fu al tempo duramente criticato anche da Cesare G. Romana. Panella è noto anche per alcune critiche verso celebri cantautori italiani e internazionali a cui ha contestato la leggerezza "fanciullesca" dei testi; tra questi Fabrizio De André, Bob Dylan e Franco Battiato.
Battisti a parte, Panella è stato autore di numerosi testi di Amedeo Minghi (che Panella, che si dichiara disinteressato dalla musica leggera in generale, ha definito come uno dei migliori compositori contemporanei), tra i quali Vattene amore in coppia con Mietta (in cui un Panella scherzoso crea il tormentone del "trottolino amoroso du du da da da"), e della stessa Mietta per Canzoni, Dubbi no, Fare l'amore e Baciami adesso, presentate a Sanremo rispettivamente nel 1989, 1991, 2000 e 2008, e per La farfalla, Soli mai, E no (Cosa sei) e Oltre te. Altri artisti per cui ha scritto sono Mango (Giulietta, La rondine), Zucchero Fornaciari (fu, tra le tante, coautore del testo della celebre Blu, accusata di plagio in un processo finito con l'assoluzione degli autori), Anna Oxa (Processo a me stessa, Sanremo 2006), Mina (Amornero in Ti conosco mascherina, 1990), Marcella Bella, Angelo Branduardi (Fou de Love, 1994), Marco Armani, Sergio Cammariere, Grazia Di Michele (Tutto passa in Naturale, 2001), Mino Reitano (La mia canzone), Valeria Rossi e, di nuovo, Enzo Carella (Se non cantassi sarei Nessuno, 1995, Odissea e Ah! Oh! Ye! Na na!, 2007).
Tra i lavori più importanti di Pasquale Panella spicca nell'anno 2001 la versione italiana del libretto dello spettacolo di Riccardo Cocciante Notre Dame de Paris, (una "riscrittura" vera e propria più che una traduzione del romanzo originale francese di Victor Hugo). A tal proposito dichiara: "Per me il romanzesco è reale e le musiche di Cocciante che ho ascoltato sono partiture di un musicista scatenato nei sensi, nei gesti e nell'ispirazione che travalica i territori delle canzoni e diventa romanzesco". Una nuova collaborazione con Riccardo Cocciante è nel 2007 con Giulietta e Romeo, opera popolare tratta da Romeo e Giulietta di Shakespeare, musicata da Cocciante, con i testi tesi tra momenti profondamente metafisici, assonanze e martellanti ripetizioni.
Nel 2011 torna a lavorare per Mango: del suo nuovo album dal titolo La terra degli aquiloni, Panella scrive La sposa, il primo singolo, in onda dal 22 aprile, e altri due brani, Chiamo le cose e Tutto tutto. In seguito lavora ancora con Zucchero nel 2019. Nel 2023 torna all'attività di paroliere dopo alcuni anni, scrivendo il testo di Barrì per Avincola (in origine una delle liriche di Parole d'aMorgan) e in seguito i testi per Morgan dell'album ...e quindi, insomma, ossia. Nel primo singolo Si, certo l'amore interviene anche lo stesso Panella.

### Carriera letteraria e teatrale
Iniziò l'attività artistica nel teatro d'avanguardia romano di inizio anni '70 dirigendo e interpretando opere quali "Un Amleto di Comodo".
Negli anni '90, su iniziativa di Aldo Vitali, Panella tenne una rubrica poetico-letteraria sul giornale La Voce, fino a quando fu licenziato dal fondatore Indro Montanelli. In seguito scriverà per Il Foglio di Giuliano Ferrara, per IL de Il Sole 24 Ore e Linkiesta.it.
Per Minimum Fax ha pubblicato il romanzo La corazzata (1997). La vicenda si svolge su una nave da guerra ancorata al largo del golfo di Sorrento. La nave, che rimanda alla celebre corazzata Potëmkin, è un microcosmo dove si intrecciano le vite dei personaggi, le storie d’amore e di guerra, le riflessioni esistenziali e le visioni oniriche. Gli eventi si susseguono e si mescolano in una narrazione che sfida le aspettative del lettore. Sempre per Minimum Fax poi ha pubblicato la raccolta di microracconti Oggetto d'amore (1998). In queste storie l’amore non è solo un sentimento ma una necessità, un’urgenza espressiva. Il costante ripetersi della ricerca amorosa è un mantra che cattura il lettore e lo immerge in un universo poetico che, pur sembrando riservato all’autore, sa regalare scorci di grande bellezza e istanti di pura intensità, frammenti di vita autentica che emergono tra le righe con forza e delicatezza.
Per SPedizioni ha pubblicato, tra gli altri, Naso e più, Mistrà, Mi chiamo Arianna. Naso e più è un'opera che nasce dalla pubblicazione precedente Naso, arricchita con nuovi contenuti. Il libro esplora il tema del naso in modo poetico e sensoriale, trattando aspetti come starnuti, soffiate e voci interne. Mistrà è un'opera che raccoglie versetti d'occasione su animali, cose, luoghi e persone. Il libro si distingue per il suo stile poetico e frammentario, tipico della scrittura di Panella, che gioca con le parole e le immagini per creare suggestioni uniche. Mi chiamo Arianna è un'opera che intreccia mito, teatro e poesia. Il libro si sviluppa attorno alla figura di Arianna, con riferimenti a Orfeo e Euridice, creando un copione in versi che esplora il sottosuolo di un teatro e le vicende dei suoi protagonisti.
Nel 2022 collabora al volume di poesie di Morgan Parole d'aMorgan, scrivendo versi a commento dei testi (60 poesie inviate da Panella come risposta ad altrettanti testi), lavorando con il cantautore per il futuro disco con testi di Panella.
Performer oltre che autore, da anni propone spettacoli-recital in cui legge (e interpreta) scritti di Raymond Carver, Chet Baker, Louis-Ferdinand Céline, oltre che testi propri. Nel 1999 e nel 2011 ha collaborato con il regista teatrale Claudio Jankowski scrivendo i testi Tragico amoroso e dell'ouverture Don Giovanni, uno e tanti. Panella è stato anche uno degli ideatori del programma Rai 1 Techetechete' di Michele Bovi, coniandone il titolo.. Del 2024 è lo spettacolo Panella legge Yeats con le musiche di Avincola e gli interventi di Nicola Manuppelli.

## Vita privata
Panella vive dividendosi tra Roma e il beneventano, conducendo esistenza riservata. Sposato, ha un figlio, Silvano, autore di narrativa , con il quale ha fondato nel 2014 la casa editrice SPedizioni.

## Poetica
(Pasquale Panella, Poema bianco)
Lo stile di Panella, costituito da immagini frammentarie, versi insoliti, assonanze originali, concetti e giochi di parole (specie particolari limerick nonsense, calembour o doppi sensi), è stato accostato al surrealismo, alla letteratura barocca (arguzia, oscurità del testo, preziosità letteraria, senso della meraviglia e del significante al di là del significato effimero), al minimalismo, al modernismo, e, come accaduto a De Gregori, all'ermetismo, ma anche alle parole in libertà del futurismo, mescolando quotidianità ed elementi filosofici con associazioni libere e flusso di coscienza. 

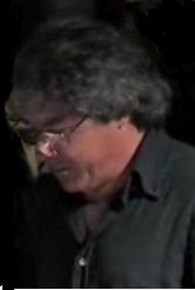
Pasquale Panella

Un tipico esempio è il testo della canzone Le cose che pensano (dall'album Don Giovanni) definita da lui come il manifesto dell'intera produzione con Battisti: «Su un dolce tedio a sdraio / amore ti ignorai / invece costeggiai / i lungomai / M’estasiai. / Ti spensierai / e si spostò / la tua testa estranea / che rotolò. / Cadere la guardai / riflessa tra ghiacciai / sessanta volte che / cacciava fuori / la lingua e t’abbracciai [...] ti smemorai.». Le liriche panelliane sono state oggetto di numerose analisi, sebbene l'autore non abbia mai fornito per scelta la propria interpretazione ("il pittore non spiega il quadro"). Il tema principale dei dischi con Battisti rimane l'amore, ma intriso di spiritualità, filosofia, storia e citazioni esoteriche che solo Battisti e Panella sembrano cogliere. Le cose che pensano è un vero e proprio "manifesto del disamore", dove l'ex innamorato quasi dimentica la storia d'amore appena lasciatasi alle spalle, scrollandosela di dosso senza tanta cura ("ti spensierai"). Più che di panpsichismo le cose sono simbolo oggettivo di "altro", o reminiscenze proustiane, filtri, o predilezioni come in Tomasi di Lampedusa, metafisica del quotidiano. I surreali testi hanno avuto molti tentativi di esegesi, alla ricerca di significati nascosti, ma spesso Panella ha definito le interpretazioni articolate come "fesserie" e "cose veramente orribili". Definisce i propri testi come frammenti della propria vita di ogni giorno, di ricordi, di pensieri:
Nell'album Hegel, ultimo realizzato da Battisti, Panella affronta il tema del nichilismo che avvolge l'uomo, che, derubato della sua interiorità, cade vittima dell'alienazione. L'album sposa la visione filosofica di Ernst Jünger, secondo la quale l'uomo può liberarsi del nichilismo solo attraverso le emozioni positive, come l'amicizia, l'arte e l'amore. Nella traccia Estetica, uno dei brani più complessi e raffinati di Battisti, Panella compie un omaggio al filosofo a cui è intitolato il disco, lanciandosi in un'articolata descrizione di una rottura, la quale può essere interpretata come la fine di un amore ma anche come la fine di una collaborazione artistica, forse a indicare la conclusione del suo sodalizio con Battisti.
Spesso nei testi si passa da storie tutto sommato semplici elaborate attraverso squarci descrittivi o canzoni d'amore (Potrebbe essere sera, La sposa occidentale, La metro eccetera, Però il rinoceronte, Per nome) a liriche erotiche solitamente facendo uso di ampie metafore (Barbara, L'apparenza, o Fare l'amore), fino a citazioni colte, ricche di onomatopee fuse con la musica elettronica o raffinata con messaggi più o meno aperti sulla contemporaneità (Il diluvio da Don Giovanni: «Straziante d’estri tristi annegherà, / la più assetata arsura nel frullìo. / Un ingordo gorgo umido è l’addio. Dopo di noi / non spioverà / Dopo di noi: / il diluvio»). Si arriva fino alla pura sperimentazione linguistica e immaginifica (Così gli dei sarebbero da Cosa succederà alla ragazza) e alla filastrocca (Equivoci amici); con qualche incursione nell'umorismo o nella velata critica artistica e di costume (Hegel, Don Giovanni, Tubinga e La moda nel respiro, le ultime due da Hegel: «E chi teme la moda è immerso in essa comunque / E d'essa intriso come un cardo dal gambo reciso [...] Così che quando passa questo eccesso / Ci pare non avere perso nulla»).

Nelle sue interviste ha fatto anche riferimento agli haiku, la poesia zen giapponese, a Ludwig Wittgenstein («su ciò di cui non si è in grado di parlare, si deve tacere») e ai suoi autori preferiti: Ezra Pound, Thomas Stearns Eliot, Louis-Ferdinand Céline (ma anche a James Joyce), rimarcando la diversità del suo stile rispetto a quello della canzone italiana, sebbene, nella sua attività di paroliere, abbia scritto anche testi più "classici", adatti al tipo di interprete.: 
(Pasquale Panella, settembre 1994)

## Opere letterarie

### Narrativa
- La corazzata, Roma, Minimum fax, 1997. ISBN 88-86568-29-0.
- Oggetto d'amore, Roma, Minimum fax, 1998. ISBN 88-86568-52-5.
- Il Voce, Roma, SPedizioni, 2020. ISBN 979-12-80095-01-5.
- La Terza Palla, Roma, SPedizioni, 2020. ISBN 979-12-80095-05-3.
- Primo Foglio, Roma, SPedizioni, 2021. ISBN 979-12-80095-09-1.
- Secondo Foglio, Roma, SPedizioni, 2021. ISBN 979-12-80095-11-4.
- Terzo Foglio, Roma, SPedizioni, 2022. ISBN 979-12-80095-18-3.
- Quarto Foglio, Roma, SPedizioni, 2022. ISBN 979-12-80095-20-6.
- Romanzo in corso, Roma, SPedizioni, 2024. ISBN 979-12-80095-43-5.

### Raccolte poetiche
- Stupido Terremoto, Roma, Librauser, 1997; Roma, SPedizioni, 2022.
- Savarin-Sade, Roma, I figli belli, 2005.
- TG2 mistrà, con Michele Bovi, Roma, Coniglio, 2005. ISBN 88-88833-97-8.
- 40 liriche inedite in Battisti-Panella, Il cofanetto, con 3 CD, Sony/BMG (Numero Uno), 2006.
- Poema bianco, Roma, IriEd, 2008; Torino, Miraggi Edizioni[46], 2017. ISBN 978-88-99815-54-7; Roma, SPedizioni, 2017. ISBN 978-88-941517-3-2.
- La piazza, vie di entrata e vie di uscita, in Giampiero Castellotti, Piazze in piazza, Roma, SPedizioni, 2016. ISBN 978-88-941517-0-1.
- Impronte di lettura della mano, in Lucio Saviani, Mani, Fefè, 2017. ISBN 978-88-95988-94-8.
- Il gioco del mondo, in Lucio Saviani, Ludus Mundi, Moretti e Vitali, 2017. ISBN 978-88-7186-672-7.
- Naso, Roma, Fefè editore, 2018. ISBN 978-88-94947021.
- Mistrà, Roma, SPedizioni, 2020. ISBN 978-88-941517-8-7.
- Versi accorati, in Mojmir Jezek, Del Cuore, Core edizioni, 2020. ISBN 978-88-945678-0-9.
- Mi chiamo Arianna, Roma, SPedizioni, 2021. ISBN 979-12-80095-14-5.
- Collaborazione in Morgan, Parole d'aMorgan, Baldini e Castoldi, 2022
- Naso e più, Roma, SPedizioni, 2022. ISBN 979-12-80095-16-9.

## Attività di paroliere

### Album
- Enzo Carella – Vocazione (1977)
- Enzo Carella – Malamore (1979)
- Enzo Carella – Barbara e altri Carella (1979)
- Enzo Carella – Sfinge (1981)
- New Perigeo – Effetto Amore (1981)
- Enzo Cervo – Musica è (1981)
- Adriano Pappalardo – Oh! Era ora (1983)
- Lucio Battisti – Don Giovanni (1986)
- Amedeo Minghi – Serenata (1987)
- Sergio Laccone – Tà-Tà (1987)
- Marco Armani – Molti volti (1987)
- Amedeo Minghi – Le nuvole e la rosa (1988)
- Lucio Battisti – L'apparenza (1988)
- Lucio Battisti – La sposa occidentale (1990)
- Marco Armani – Posso pensare a te? (1991)
- Lucio Battisti – Cosa succederà alla ragazza (1992)
- Enzo Carella – Carella de Carellis (1992)
- Amedeo Minghi – I ricordi del cuore (1992)
- Amedeo Minghi – Come due soli in cielo (1994)
- Mike Francis – Francesco innamorato (1994)
- Lucio Battisti – Hegel (1994)
- Enzo Carella – Se non cantassi sarei Nessuno (1995)
- Amedeo Minghi – Cantare è d'amore (1996)
- Marco Armani – 13 (1997)
- Amedeo Minghi – Su di me (2005)
- Enzo Carella – Ahoh Ye Nànà (2007)

### Brani musicali
- Enzo Carella – Fosse vero (1976)
- Edoardo Vianello – Le soleil (1983)
- Edoardo Vianello – Ore di mare (1983)
- Lucio Battisti – Il gabbianone (1985)
- Lucio Battisti – Il bell'addio (1984)
- Mina – Mio di chi (1985)
- Massimo Ranieri – L'amore che... (1988)
- Amedeo Minghi – La vita mia (1989)
- Mietta – Canzoni (1989)
- Mietta & Amedeo Minghi – Vattene amore (1990)
- Mietta – La farfalla (1990)
- Amedeo Minghi – Primula (1990)
- Mina – Amornero (1990)
- Mina – Nient'altro che felici (1990)
- Mietta – Dubbi no (1991)
- Mietta – E no (Cosa sei) (1991)
- Mietta – Soli mai (1991)
- Amedeo Minghi – Crederò (1991, dalla colonna sonora di Fantaghirò)
- Mietta – Oltre te (1991)
- Zucchero Fornaciari – Il pelo nell'uovo (1992)
- Angelo Branduardi – Fou de love (1994)
- Mango – Giulietta (1994)
- Mango – Dove vai	(1995, coautore con Armando Mango e Saverio Grandi)
- Gianni Morandi e Barbara Cola – In amore (1995)
- Barbara Cola – Niente è come te (soundtrack L'avvocato delle donne, 1997, coautore con Luis Bacalov)
- Zucchero Fornaciari – Blu (1998, coautore con Zucchero)
- Zucchero Fornaciari – Eccetera eccetera (1998)
- Amedeo Minghi – Decenni (1998)
- Mango – Amore per te (coautore del testo con Armando Mango, 1999)
- Mango – Non dormire più (1999)
- Premiata Forneria Marconi – L'immenso campo insensato (2000)
- Mietta – Fare l'amore (2000)
- Zucchero Fornaciari – Dindondio (con Zucchero, 2001)
- Zucchero Fornaciari – Rossa mela della sera (con Zucchero, 2001)
- Grazia Di Michele – Tutto passa (2001)
- Valeria Rossi – Tutto fa l'amore (2001)
- Sergio Cammariere – Il mare[47] (2001)
- Mino Reitano – La mia canzone (2002)
- Mango – Io sono sentimentale (2002)
- Mango – La Rondine (2002)
- Sergio Cammariere – Niente (2004)
- Marcella Bella – Tempo mio (2005)
- Riccardo Cocciante – Sulle labbra e nel pensiero (2005)
- Riccardo Cocciante – A questa vita (2005)
- Riccardo Cocciante – Tu Italia (2005)
- Sergio Cammariere – Le cose diverse (2006)
- Nicky Nicolai – Dall'inizio nei finali (2006)
- Nicky Nicolai – Doppi significati (2006)
- Anna Oxa – Processo a me stessa (2006)
- Anna Oxa – La musica è niente se tu non hai vissuto (2006)
- Zucchero Fornaciari – Nel così blu (con Zucchero, 2006)
- Zucchero Fornaciari – Tutti i colori della mia vita (con Zucchero, 2007)
- Mietta – Baciami adesso (2008)
- Zucchero Fornaciari – È un peccato morir (coautore con Zucchero, 2010)
- Zucchero Fornaciari – Chocabeck (con Zucchero, 2010)
- Mango – La sposa (2011)
- Mango – Chiamo le cose (2011)
- Mango – Tutto tutto (2011)
- Amedeo Minghi e Arianna Bergamaschi – Crederò (2011)
- Angelo Branduardi – Gira la testa (2011)
- Annalisa Minetti – Ai vostri posti (2012)
- Annalisa Minetti – Che cosa l'amore (2012)
- Sal Da Vinci – Cose (2012)
- Sal Da Vinci – Il tempo vola (2012)
- Sal Da Vinci – Un giorno ingenuo (2012)
- Irene Fornaciari – Badaboom (2012)
- Irene Fornaciari – Gatta no (2012)
- Zucchero Fornaciari – Love Is All Around (2012, coautore con Zucchero)
- Adriano Celentano – Mai nella vita (2013)
- Mango – Ragazze delle canzoni (2014)
- Mango – Fiore bel fiore (2014)
- Gianna Nannini – Vita nuova (2015)
- Zucchero Fornaciari – L'anno dell'amore (2016, con Zucchero)
- Zucchero Fornaciari – La canzone che se ne va (2019, con Zucchero)
- Nicky Nicolai – Ma perché mi inviti a cena? (2020)
- Anna Oxa – Primo Cuore (Canto nativo) (2020)
- Roberto Fia – Ci lasceremo (2023)
- Avincola – Barrì (2023)
- Morgan, Si, certo l'amore (2023)

### Partecipazioni vocali
- Enzo Carella - Lupo (1979)
- Techetechete' – sigla (2012)
- Techeshake – sigla (2013)
- Morgan – Si, certo l'amore (2023)

## Musical
- Notre Dame de Paris (2001) – Riccardo Cocciante (versione italiana)
- Giulietta e Romeo (2007) – Riccardo Cocciante

## Cinema
- Processo per direttissima, regia di Lucio De Caro (1974)
- Streghe verso Nord, regia di Giovanni Veronesi (2001)
- Frate Asino, regia di Gianluca Staffa (2004) [48]
- Angelus Hiroshimae, regia di Giancarlo Planta (2010) [49]